# Karl-Ernst Behre
Karl-Ernst Behre (* 13. Februar 1935 in Bremen) ist ein deutscher Archäobotaniker, bekannt für seine Arbeiten zur historischen Küstenforschung an der Nordsee.

## Leben
Behre studierte ab 1954 Biologie, Chemie und Geographie an der Philipps-Universität Marburg, der Universität Innsbruck und der Georg-August-Universität Göttingen. In Göttingen wurde er 1961 promoviert. Ab 1962 war er am Niedersächsischen Landesinstitut für Marschen- und Wurtenforschung in Wilhelmshaven tätig. 1969 habilitierte er  sich in Göttingen für Botanik. 1978 wurde er wissenschaftlicher Direktor und 1991 Direktor der Einrichtung. Von 1994 bis 2000 war er in Teilzeit Professor für Vegetationsgeschichte des Quartärs an der Freien Universität Amsterdam. 2000 trat er in den Ruhestand.
Behre befasste sich insbesondere mit der Siedlungsgeschichte der Warften, auch mit Haithabu. Die Vegetationsgeschichte und Biostratigraphie Norddeutschlands im Quartär sowie Klimageschichte und Meeresspiegelschwankungen im Holozän waren andere Interessen. 1989 identifizierte er in einer Grabung der Bremer Altstadt aus dem frühen 13. Jahrhundert ein Pfefferkorn, das der älteste archäologische Fund dieses Gewürzmittels nördlich der Alpen ist (siehe Bremer Pfefferkorn).
Von 1971 bis 1995 war Behre Präsident des Marschenrats zur Förderung der Forschung im Küstengebiet der Nordsee. Er ist Gründer und war von 1992 bis 2001 Herausgeber der Zeitschrift Vegetation History and Archaeobotany und war Mitherausgeber von Eiszeitalter und Gegenwart, Acta Palaeobotanica, Studia Quarternaria. Er ist Mitglied des Deutschen Archäologischen Instituts und war von 1992 bis 2002 Mitglied von dessen Römisch-Germanischer Kommission.

## Ehrungen
- Bundesverdienstkreuz am Bande (5. November 1999)[2]
- Albrecht-Penck-Medaille (2004)
- Landschaftsmedaille der Oldenburgischen Landschaft (2010)[3]
- Ehrenpräsident des Marschenrats

## Schriften
- Untersuchung des botanischen Materials der frühmittelalterlichen Siedlung Haithabu. (Ausgrabung 1963–1964). In: Berichte über die Ausgrabung in Haithabu. Band 2, ISSN 0525-5791, 1969, S. 1–56.
- mit Wolf Haio Zimmermann, Peter Schmid: Die Entwicklungsgeschichte einer Siedlungskammer im Elbe-Weser-Dreieck seit dem Neolithikum. In: Nachrichten aus Niedersachsens Urgeschichte. Band 42, 1973, S. 97–122, doi:10.11588/nnu.1973.0.58507.
- Die Geschichte des Jadebusens und der Jade. In: Hans-Erich Reineck (Hrsg.): Das Watt. Ablagerungs- und Lebensraum (= Senckenberg-Buch. 50). 3. Auflage. Kramer, Frankfurt am Main 1982, ISBN 3-7829-1067-2, S. 39–49.
- Mit dem Spaten in die Vergangenheit. 5000 Jahre Siedlung und Wirtschaft im Elbe-Weser-Dreieck. Landkreis Cuxhaven, Bremerhaven 1982.
- Ernährung und Umwelt der wikingerzeitlichen Siedlung Haithabu. Die Ergebnisse der Untersuchungen der Pflanzenreste (= Die Ausgrabungen in Haithabu. 8). Wachholtz, Neumünster 1983, ISBN 3-529-01408-7.
- Zur Geschichte der Bierwürzen nach Fruchtfunden und schriftlichen Quellen. In: Willem van Zeist, Willem A. Casparie (Hrsg.): Plants and ancient man. Studies in palaeoethnobotany. Proceedings of the sixth Symposium of the International work group for palaeoethnobotany, Groningen, 30 May – 3 June 1983. Balkema, Rotterdam u. a. 1984, ISBN 90-6191-528-7, S. 115–122.
- Die ursprüngliche Vegetation in den deutschen Marschgebieten und deren Veränderung durch prähistorische Besiedlung und Meeresspiegelschwankungen. In: Verhandlungen der Gesellschaft für Ökologie. Band 13, 1985, ISSN 0171-1113, S. 85–96.
- als Herausgeber Anthropogenic indicators in Pollen diagrams. Balkema, Rotterdam u. a. 1986, ISBN 90-6191-673-9 (Konferenz Wilhelmshaven 1985).
- Meeresspiegelschwankungen und Siedlungsgeschichte in den Nordseemarschen. In: Vorträge der Oldenburgischen Landschaft. 1987, ISSN 2193-1569, S. 1–47.
- Die Entwicklung der Nordseeküstenlandschaft aus geobotanischer Sicht. In: Berichte der Reinhold-Tüxen-Gesellschaft. Band 3, 1991, ISSN 0940-418X, S. 45–58.
- Die nacheiszeitlichen Meeresspiegelbewegungen und ihre Auswirkungen auf die Küstenlandschaft und deren Besiedlung. In: Hans-Jochim Schellnhuber, Horst Sterr (Hrsg.): Klimaänderung und Küste. Einblick ins Treibhaus. Springer, Berlin 1993, ISBN 3-540-55925-6, S. 57–76.
- Kleine historische Landeskunde des Elbe-Weser-Raumes. Landschaftsverband der ehemaligen Herzogtümer Bremen und Verden, Stade 1994, ISBN 3-9801919-6-6.
- als Herausgeber mit Hajo van Lengen: Ostfriesland. Geschichte und Gestalt einer Kulturlandschaft. Ostfriesische Landschaft, Aurich 1995, ISBN 3-925365-85-0 (darin S. 5–37: von Behre: Die Entstehung und Entwicklung der Natur- und Kulturlandschaft der Ostfriesischen Halbinsel.).
- mit Peter Schmid: Das Niedersächsische Institut für historische Küstenforschung. 60 Jahre Forschungstätigkeit im Küstengebiet. Brune, Wilhelmshaven, Brune 1998, ISBN 3-930510-68-5.
- Veränderungen der niedersächsischen Küstenlinien in den letzten 3000 Jahren und ihre Ursachen. In: Probleme der Küstenforschung im südlichen Nordseegebiet. Band 26, 1999, ISSN 0343-7973, S. 9–33.
- Wie der Mensch die Küste eroberte. In: Jürgen Newig, Hans Thede (Hrsg.): Sturmflut. Gefährdetes Land an der Nordsee. Ellert und Richter, Hamburg 2000, ISBN 3-89234-932-0, S. 75–97.
- Holozäne Küstenentwicklung, Meeresspiegelbewegungen und Siedlungsgeschehen an der südlichen Nordsee. In: Bamberger Geographische Schriften. Band 20, 2001, ISSN 0344-6557, S. 1–28.
- Paläo-Ökologie an der Nordsee: Die Botanik als Schlüssel für die Umweltgeschichte. In: Biologie in unserer Zeit. Band 35, 2005, S. 320–330, doi:10.1002/biuz.200410293.
- Landschaftsgeschichte Norddeutschlands. Umwelt und Siedlung von der Steinzeit bis zur Gegenwart. Wachholtz, Neumünster 2008, ISBN 978-3-529-02499-3.
- Der Neuenburger Urwald – ein Denkmal der Kulturlandschaft. Brune-Mettcker, Wilhelmshaven 2010, ISBN 978-3-930510-38-2.
- Die Geschichte der Landschaft um den Jadebusen. Friesland – Wilhelmshaven – Wesermarsch. Brune-Mettcker, Wilhelmshaven 2012, ISBN 978-3-941929-02-9.